# Pozuelo de Aragón
Pozuelo de Aragón – gmina w Hiszpanii, w prowincji Saragossa, w Aragonii, o powierzchni 32,11 km². W 2011 roku gmina liczyła 327 mieszkańców.